# 暗物质

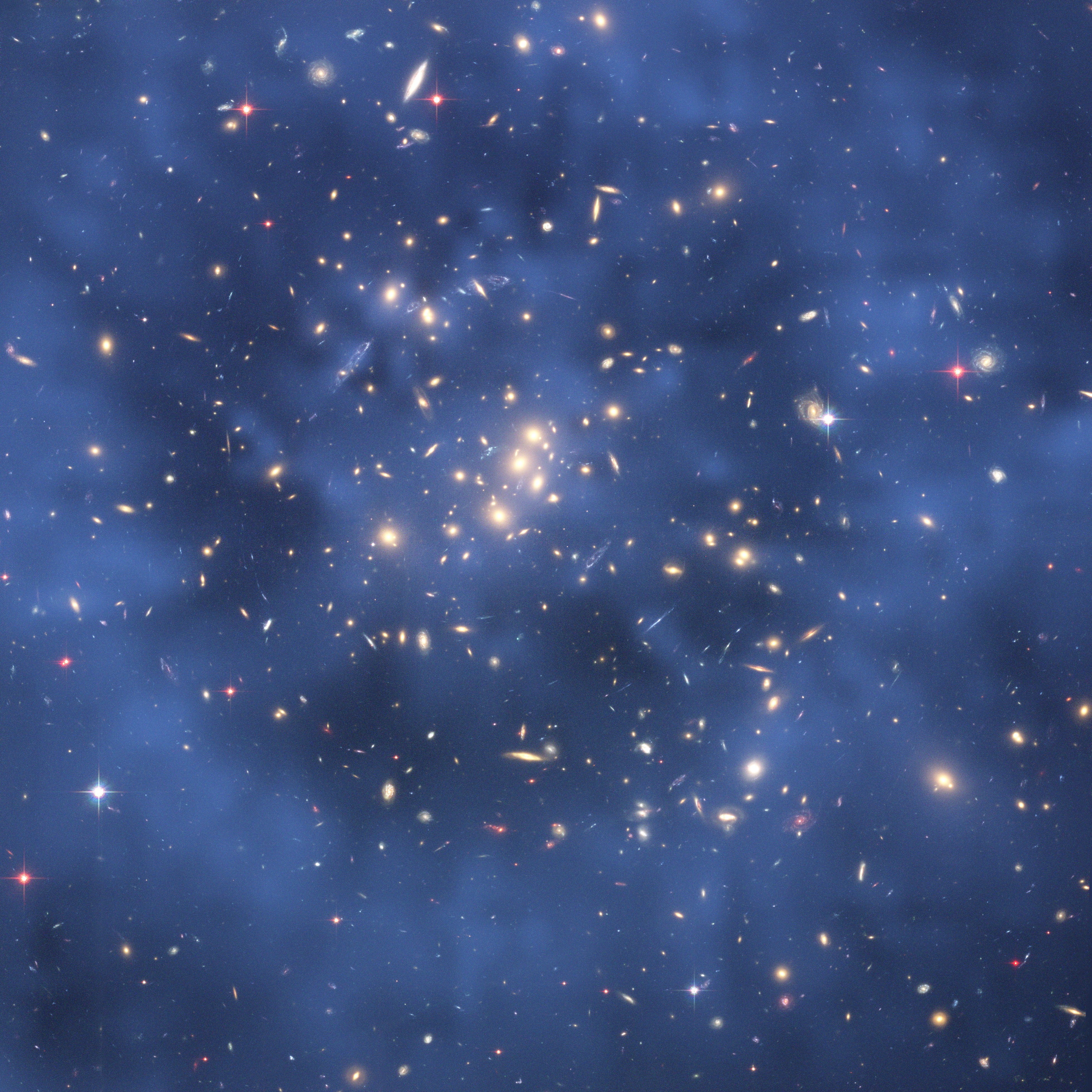
從引力透鏡產生的效應，星系團CL0024+17內部被發現存在有一個暗物質圈，在這張哈伯太空望遠鏡像片裡以藍色顯示出來。

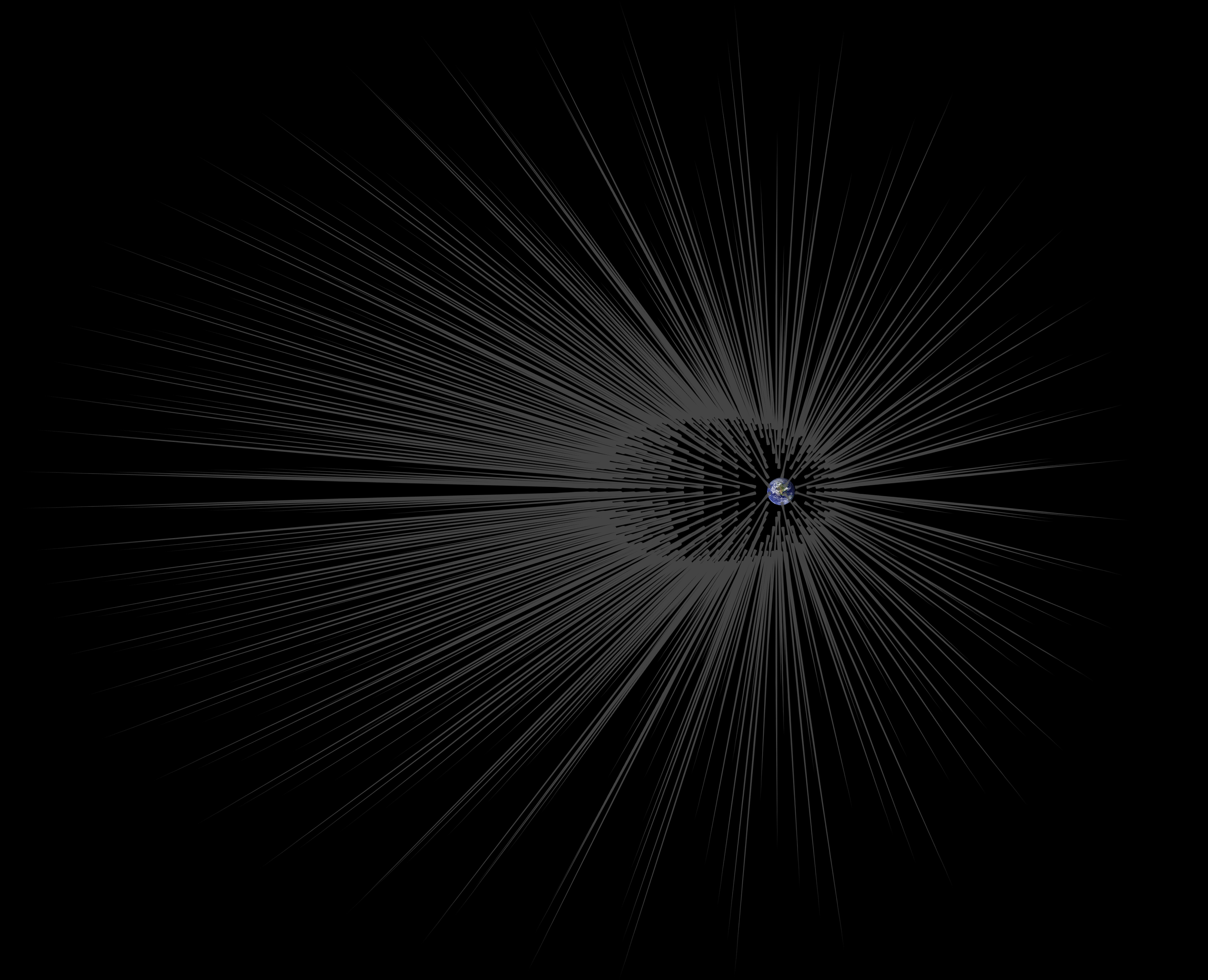
被暗物質包圍繞著的地球想像圖

在宇宙学中，暗物質（英語：Dark Matter）是指不與电磁力產生作用的物质，也就是不會吸收、反射或發出光。人们目前只能透过重力产生的效应得知，而且已經發现宇宙中有大量暗物质的存在。
现代天文学經由引力透镜、宇宙中大尺度结构的形成、微波背景辐射等方法和理论来探测暗物质。而根据ΛCDM模型，由普朗克卫星探测的数据得到：整个宇宙的构成中，常規物質（即重子物質）占4.9%，而暗物质則占26.8%，还有68.3%是暗能量（质能等价）。暗物质的存在可以解决大爆炸理论中的不自洽性（inconsistency），对结构形成也非常关键。暗物质很有可能是一种（或几种）粒子物理标准模型以外的新粒子所構成。对暗物质（和暗能量）的研究是现代宇宙学和粒子物理的重要课题。
2015年11月，NASA噴射推進實驗室的科學家蓋瑞·普里茲奧（Gary Prézeau）以ΛCDM模型模擬銀河系內暗物質流過地球與木星等行星的情形，發現這會使該暗物質流的密度明顯上升（地球：{\displaystyle 10^{7}}倍、木星：{\displaystyle 10^{8}}倍），並呈現毛髮狀的向外輻射分佈結構。

## 暗物质存在的证据

一般星系的自轉曲線：預測值（A）和觀測值（B）。暗物質的存在可以解釋為何在半徑較大時速度幾乎不變。

最早提出证据并推断暗物质存在的是荷蘭科學家扬·奥尔特，在1932年他根据银河系恒星的运动提出银河系里面应该有更多的质量的想法。
1933年，美国加州理工学院的瑞士天文学家弗里茨·茲威基研究后发座星系团时，使用维里定理推断出其内部有看不见的物质。
但當時並未稱為暗物質，而是稱為被丟失了的質量。

### 星系自轉曲線
美国天文学家薇拉·鲁宾观测星系转速時，發現星系外側的旋轉速度較牛頓重力預期的快，故推測是有數量龐大的質能拉住星系外側組成，以使其不致因過大的離心力而脫離星系。在1980年鲁宾和同事将其结果发表了一篇有影响力的论文。

### 星系與星系團觀測
2006年，美國天文学家利用钱德拉X射线望远镜对星系团1E 0657-558进行观测，無意間觀測到星系碰撞的過程，星系團碰撞威力之猛，使得暗物質與正常物質分開，因此发现了暗物質存在的直接证据。
虽然暗物质在宇宙中大量存在是一个普遍的看法，但是科学家们发现螺旋星系NGC 4736的旋转能完全依靠可见物质的引力来解释，也就是说这个星系没有暗物质或者暗物质很少。

### 宇宙微波背景輻射

今期與早期的宇宙質能分佈餅圖

宇宙微波背景輻射（Cosmic Microwave Background，簡稱CMB）最初發現於1964年。對於背景輻射的進一步觀測也支持這個理論，並給予了更多架構理論模型的條件。這些觀測中最著名的當屬宇宙背景探測者（COBE）。COBE觀測到2.726K的輻射溫度，以及在1992年第一次觀測到約十萬分之一的溫度起伏（各向異性）。在随后的幾十年裡，許多地上或高空氣球實驗對CMB的各向異性作了更進一步的觀測。這些實驗最初的目的是要去量測CMB譜密度的第一峰值，在之前COBE的量測並未給出足夠好的解析度。在2000到2001年間，毫米波段氣球觀天計畫藉由量測觀測CMB的各向異性，發現宇宙是接近平坦的空間結構。在1990年代，第一峰值的量測上不斷提高了敏感度。毫米波段氣球觀天計畫提出了報告指出最大的譜密度波動發生在尺度約為一度角時。這些觀測足以排除宇宙弦作為宇宙結構形成的主因，而趨向於接受暴脹理論。

## 暗物质的组成及理论模型

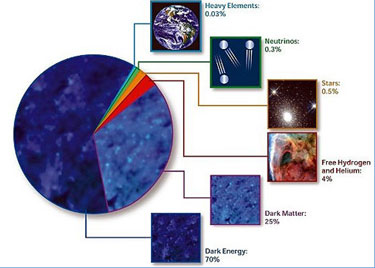
宇宙成分的推估中，有證據顯示一種暗物質佔極大部分，但是至今依然是理論和謎團。

雖然人們已經對暗物質作了許多天文觀測，其組成成份至今仍未能全然瞭解。早期暗物質的理論著重在一些隱藏起來的一般物質星體，例如：黑洞、中子星、衰老的白矮星、褐矮星等。這些星體一般歸類為暈族大質量緻密天體（Massive Compact Halo Object，簡稱MACHO）。然而多年來的天文觀測無法找到足夠量的MACHO。一般認為，難以探測的重子物質（如MACHO以及一些氣體）確實貢獻了部分的暗物質，但證據指出這類的物質只佔了其中一小部分。而其餘的部分稱作「非重子暗物质」。此外，星系轉速曲線、重力透鏡、宇宙結構形成、重子在星系團中的比例以及星系團豐度（結合獨立得到的重子密度證據）等觀測數據也指出宇宙中85-90%的質量不參與電磁作用。這類「非重子暗物質」一般猜測是由一種或多種不同於一般物質（電子、質子、中子、微中子等）的基本粒子所構成。
在众多可能是组成暗物质的成分中，最热门的要属一种被称为大质量弱相互作用粒子（Weakly Interacting Massive Particle，简称WIMP）的新粒子了。这种粒子与普通物质的作用非常微弱，以致于他们虽然存在于我们周围，却从来没有被探测到过。还有一种被理论物理学家提出来解决强相互作用中CP问题，被称为軸子的新粒子，也很有可能是暗物质的成分之一。惰性中微子（sterile neutrino）也有可能是组成暗物质的一种成分。2014年6月22日，臺灣大學天文物理所闕志鴻研究團隊發表論文主張，暗物質也可能是一種稱為Ψ暗物質的極輕型粒子，其質量為電子的10−28倍，波長約為一千光年，而密度則為液態水的一百萬倍。
歷史上，人們將可能的暗物質分為三個大類：冷暗物質、溫暗物質、熱暗物質。
這個分類並非依照粒子的真實溫度，而是依照其運動的速率。
- 冷暗物質：在古典速度下運動的物質。[25]
- 温暗物質：粒子運動速度足以產生相對論效應。
- 熱暗物質：粒子速度接近光速。[26]

雖然可以有第四個稱為混合暗物質（mixed dark matter）的分類，但是這個理論在1990年代由於暗能量的發現而被捨棄。

## 暗物质的探测
暗物质的探测在当代粒子物理及天体物理领域是一个很热门的研究领域。对于大质量弱相互作用粒子来说，物理学家可能通过放置在地下实验室，背景雜訊减少到极低的探测器直接探测WIMP，也可以通过地面或太空望远镜对这种粒子在星系中心，太阳中心或者地球中心湮灭产生的其他粒子来间接探测。人们也希望欧洲大型强子对撞机（LHC）或者未来的国际直线加速器中人工创造出这些新粒子来。

### 直接探測實驗
對於暗物質的直接探測實驗一般都這設置於地底深處，以排除宇宙射線的背景雜訊。這類的實驗室包括美國的Soudan mine和DUSE、加拿大的SNOLAB地下實驗室、義大利的大薩索國家實驗室（Gran Sasso National Laboratory）、英國的Boulby mine以及中国四川省锦屏山地下2500米世界最深暗物质试验中國錦屏極深地下暗物質實驗室。
目前大部分的實驗使用低溫探測器或惰性液體探測器。低溫探測器是在低於100mK的環境下探射粒子撞擊鍺這類的晶體接收器所產生的熱。惰性液體探測器則是探測液態氙或液態氬中粒子碰撞產生的閃爍。低溫探測實驗包括了CDMS、CRESST、EDEDWEISS及EURECA。惰性液體探測實驗包含了ZEPLIN、XENON、DEAP、ArDM、WARP、LUX和最深的中國暗物質實驗及粒子和天体物理氙探测器。這兩種探測技術都能夠從其他粒子與電子對撞的雜訊中辨識出暗物質與核子的碰撞。其他種類的探測器實驗有SIMPLE和PICASSO。
DAMA/NaI、DAMA/LIBRA實驗探測到一年性的事件數變化，並宣稱此現象是源自於暗物質。（隨著地球繞太陽公轉，探測器與暗物質的相對速度會做小幅度的變化。）目前這個說法並未受到證實，同時也很難與其他實驗的結果不相衝突。
方向性的暗物質探測方式是運用太陽系繞行銀河系的運動。利用低壓TPC，我們可以得知反彈路徑的資訊，並藉此去瞭解WIMP與原子核的作用。從太陽行進方向入射的WIMP訊號可以從各向同性的背景雜訊中分離出來。這類的探測實驗包括有DMTPC、DRIFT、Newage和MIMAC。
2009年12月17日，CDMS的研究團隊發表了兩個可能的WIMP事件。他們估計這兩起事件來自已知背景訊號（中子、錯認的β射線或是伽馬射線）的可能性是23%，並作出了這樣的結論：「這個分析結果無法被視作WIMP的有力證據，但我們不能排除這兩起事件來自WIMP的可能性。」
CoGeNT实验於2011年5月公布先前15个月的探测结果，显示粒子的碰撞率呈现周期性变化，夏天较高而冬天比较低，这可以看作是暗物质存在的证据之一。这个结果支持已经进行了13年的意大利的DAMA/LIBRA暗物质探测实验。CoGeNT的实验结果显示探测到的WIMP的质量是中子质量的5到10倍,这与其他的某些实验不符,但是其他实验对低能暗物质的探测精度没有CoGeNT高。

### 間接探測實驗
暗物質的間接探測主要是觀測其兩兩湮滅時所產生的訊號。
由於其湮滅所產生的粒子與其暗物質的模型有關，有許多種類的實驗被提出。
假使暗物質是馬約拉那粒子，則兩個暗物質對撞會湮灭產生伽馬射線或正負粒子對。如此可能會在星系暈生成大量伽馬射線、反質子和正電子。實驗計畫PAMELA便是探測這類的訊號。然而在完全瞭解其他來源的背景雜訊以前，這類的探測不足以當作暗物質的決定性證據。中国的暗物质粒子探测卫星是現今觀測能段範圍最寬、能量解像度最優的暗物質粒子空間探測器。
EGRET伽馬射線望遠鏡過去觀測到了超出預期量的伽馬射線，但科學家認為這多半是來自系統中的效應。自2008年6月11日開始啟動的費米伽馬射線太空望遠鏡則正在搜尋暗物質湮滅產生伽馬射線的事件。在較高能量區間，地上的神奇伽馬射線望遠鏡已經對矮橢球星系
以及星系團中的暗物質給予了某些限制。

## 替代理論
雖然暗物質是目前在解釋各種星系及星系團觀測結果上最熱門的理論，但目前仍沒有暗物質的直接觀測證據。有一些不包含大量不可探測物質（即暗物質）的替代理論也被提出來解釋這些現象。這些替代理論大致可分成重力理論的修正以及量子重力。兩者的區別在於重力理論的修正單純地只對星系或宇宙尺度的重力效應作出修正，而不考慮量子尺度的問題。然而兩者都主張牛頓或愛因斯坦的理論並不完備，重力在不同的尺度會有不一樣的行為。

### 重力理論修正
修正牛頓動力學（MOND）是对牛顿的万有引力公式修正，用以解释星系自转问题的替代暗物质理论。该理论由以色列物理学家莫德采·米爾格若姆创建于1983年。

### 量子重力
量子重力是一個熱門且廣泛的研究領域，有時它被稱作萬有理論。一般來說，它是指企圖統一重力以及量子力學的理論，這兩門物理至今未能被完全整合。迴圈量子重力、超弦理論以及其繼任的M理論皆屬於這類的理論。

### 真空態
物理学家Dragan Slavkov Hajdukovic提出，量子真空中的虚引力偶极能被邻近重恒星与星系中的重子物质引力极化（gravitationally polarized）。当虚偶极排列时，它们能产生额外的引力场，能与恒星及星系所产生的引力场结合，在星系的旋转曲线上产生相同的“加速”效应。

## 外部連結
- The Dark Matter Crisis
- The European astroparticle physics network
- A nice animation about dark matter
- 中的“暗物质”
- (新闻稿). NASA. 2006-08-21  [2011-06-04]. （原始内容存档于2015-05-24）.
- Tuttle, Kelen. . SLAC（史丹佛線性加速器中心）Today. August 22, 2006  [2011-06-04]. （原始内容存档于2009-09-09）.
- . New Scientist. 2005-02-23  [2011-06-04]. （原始内容存档于2006-12-10）.
- Wikinews:Dark matter galaxy discovered
- Sample, Ian. . London: Guardian. 2009-12-17  [2010-05-01]. （原始内容存档于2009-12-25）.
- Multimessenger Approach for Dark Matter Detection.（多信号方式暗物质探测）Spanish Project of the Consolider-Ingenio 2010 Programme.
- Video lecture on dark matter by Scott Tremaine, IAS professor （页面存档备份，存于）
- Science Daily story "Astronomers' Doubts About the Dark Side ..." （页面存档备份，存于）
- Sciencepaper Online——天文学：相对论效应导致的宇宙暗物质现象 （页面存档备份，存于）